# Persone di nome Alfred/Calciatori
| Questa pagina contiene informazioni ricavate automaticamente dalle voci biografiche con l'ausilio del template Bio e di un bot. L'aggiornamento è periodico e automatico e ricostruisce completamente la pagina. Se manca una persona in questa lista, sei pregato di non aggiungerla, ma accertati piuttosto che la sua voce biografica contenga il template Bio e che i dati anagrafici siano correttamente compilati. Se il template Bio manca, inseriscilo tu stesso o, in alternativa, metti l'avviso {{tmp\|Bio}} che ne segnala la mancanza. Se i dati riportati sono sbagliati, correggi direttamente la voce biografica; le modifiche saranno visibili in questa lista entro pochi giorni. Per chiarimenti vedi il progetto antroponimi. La lista contiene solo le 74 persone che sono citate nell'enciclopedia e per le quali è stato implementato correttamente il template Bio. Pagina aggiornata al 22 lug 2025. |

Questa è una lista di persone presenti nell'enciclopedia che hanno il nome Alfred e sono calciatori.

## A(2)
- Alfred Au, calciatore tedesco (Mannheim, n. 1898 - † 1986)
- Alfred Azzopardi, ex calciatore maltese (n. 1956)

## B(6)
- Alfred Berghausen, calciatore tedesco (Duisburg, n. 1889 - † 1954)
- Alfred Bickel, calciatore svizzero (Eppstein, n. 1918 - † 1999)
- Alfie Biggs, calciatore inglese (Bristol, n. 1936 - Poole, † 2012)
- Alfred Bloch, calciatore francese (Anversa, n. 1878 - Parigi, † 1902)
- Alfred Borg, ex calciatore maltese (n. 1938)
- Alfred Bosshard, calciatore svizzero (Thalwil, n. 1884 - Montevideo, † 1953)

## C(5)
- Alfred Canales, calciatore cileno (San Ramón, n. 2000)
- Alfred Cartier, calciatore e banchiere svizzero (Les Eaux-Vives, n. 1882 - Viganello, † 1959)
- Alfred Chalk, calciatore inglese (Plaistow, n. 1874 - Bridge, † 1954)
- Alf Common, calciatore inglese (Millfield, n. 1880 - Darlington, † 1946)
- Alfred Compeyrat, calciatore francese (Pantin, n. 1890 - Saint-Denis, † 1951)

## D(5)
- Alfred Dambach, calciatore francese (Strasburgo, n. 1918 - † 1960)
- Alfred Debono, ex calciatore maltese (Sliema, n. 1944)
- Alfred Debono, ex calciatore maltese (n. 1945)
- Alfred Delia, ex calciatore maltese (n. 1945)
- Alfred Dobson, calciatore inglese (Basford, n. 1859 - † 1932)

## E(2)
- Alfred Effiong, ex calciatore nigeriano (Lagos, n. 1984)
- Alfred Eisenbeisser, calciatore e pattinatore artistico su ghiaccio rumeno (Černivci, n. 1908 - Berlino, † 1991)

## F(2)
- Alfred Falzon, ex calciatore maltese (n. 1941)
- Alfred Ferko, ex calciatore albanese (Valona, n. 1964)

## G(3)
- Alfred Gindrat, calciatore francese (n. 1883 - † 1951)
- Toussaint Gombe-Fei, calciatore centrafricano (Bangui, n. 2001)
- Alfred Goodwyn, calciatore inglese (n. 1850 - Roorkee, † 1874)

## H(3)
- Alfred Heiß, ex calciatore tedesco-occidentale (Monaco di Baviera, n. 1940)
- Alfred Huber, calciatore tedesco (Istanbul, n. 1910 - † 1986)
- Alfred Haberlin, calciatore svizzero

## J(5)
- Alfred Jacquet, calciatore svizzero
- Alfred Jaryan, calciatore liberiano (Paynesville, n. 1988)
- Alfred Jermaniš, ex calciatore sloveno (Capodistria, n. 1967)
- Viggo Jørgensen, calciatore danese (Copenaghen, n. 1899 - Copenaghen, † 1986)
- Alfred Jäck, calciatore svizzero (Allschwil, n. 1911 - † 1953)

## K(3)
- Alfred Kelbassa, calciatore tedesco occidentale (Gelsenkirchen, n. 1925 - Dortmund, † 1988)
- Alfred Kieffer, calciatore lussemburghese (Rëmeleng, n. 1904 - Déifferdeng, † 1987)
- Alfred Körner, calciatore austriaco (Vienna, n. 1926 - Vienna, † 2020)

## L(2)
- Friedel Lutz, calciatore tedesco (Bad Vilbel, n. 1939 - † 2023)
- Alf Lythgoe, calciatore e allenatore di calcio inglese (Nantwich, n. 1907 - Nantwich, † 1967)

## M(7)
- Alfred Mader, calciatore svizzero (n. 1903 - † 1987)
- Alfred Mallia, ex calciatore maltese (n. 1946)
- Alf McMichael, calciatore nordirlandese (Belfast, n. 1927 - Belfast, † 2006)
- Alfred Mensah, calciatore ghanese (Nkawkaw, n. 1999)
- Alfred James Mitchell, calciatore inglese
- Alfred Mugabo, ex calciatore ruandese (Kigali, n. 1995)
- Alfred Mégroz, calciatore svizzero (n. 1883 - † 1956)

## N(3)
- Alfred N'Diaye, calciatore francese (Parigi, n. 1990)
- Alfred Niepieklo, calciatore tedesco (Castrop-Rauxel, n. 1927 - Castrop-Rauxel, † 2014)
- Alf Noble, calciatore inglese (Hackney, n. 1924 - Norwich, † 1999)

## P(6)
- Alfred Peterly, calciatore svizzero (n. 1890 - † 1957)
- Alfred Pfaff, calciatore tedesco (Francoforte sul Meno, n. 1926 - Erlenbach am Main, † 2008)
- Alfred Phiri, ex calciatore sudafricano (Alexandra, n. 1974)
- Alfred Picard, calciatore tedesco (Mühlheim-Dietesheim, n. 1913 - † 1945)
- Alfred Preißler, calciatore tedesco (Duisburg, n. 1921 - Duisburg, † 2003)
- Alfred Pyka, calciatore tedesco (Slesia, n. 1934 - Herne, † 2012)

## Q(1)
- Alf Quantrill, calciatore pakistano (Punjab, n. 1897 - † 1968)

## R(5)
- Alf Ramsey, calciatore e allenatore di calcio inglese (Londra, n. 1920 - Ipswich, † 1999)
- Alfred Reinhardt, ex calciatore tedesco orientale (n. 1928)
- Alfred Riedl, calciatore e allenatore di calcio austriaco (Vienna, n. 1949 - Pottendorf, † 2020)
- Alfred Roth, calciatore francese (Schiltigheim, n. 1891 - Strasburgo, † 1966)
- Alfred Rubli, calciatore svizzero (n. 1889)

## S(6)
- Alfred Sankoh, ex calciatore sierraleonese (Freetown, n. 1988)
- Alfred Scheiwiler, ex calciatore svizzero (n. 1956)
- Alfred Scriven, calciatore keniota (Nairobi, n. 1998)
- Alfred Shelton, calciatore, allenatore di calcio e dirigente sportivo inglese (Nottingham, n. 1865 - † 1923)
- Alfred Strange, calciatore inglese (Ripley, n. 1900 - Ripley, † 1978)
- Alfred Stratford, calciatore inglese (Kensington, n. 1853 - Newark, † 1914)

## T(1)
- Alfred Teinitzer, calciatore austriaco (Vienna, n. 1929 - † 2021)

## U(2)
- Alf Underwood, calciatore inglese (Hanley, n. 1869 - Stoke-on-Trent, † 1928)
- Alfred Uster, calciatore svizzero

## V(2)
- Alfred Vella-James, calciatore maltese (Birżebbuġa, n. 1933 - † 2012)
- Alfred Vitalis, ex calciatore francese (Saint-Eugène, n. 1953)

## Z(3)
- Alfred Zefi, calciatore albanese (Lezhë, n. 1991)
- Alfred Zijai, calciatore albanese (Valona, n. 1961 - Valona, † 2013)
- Alfred Zulkowski, calciatore tedesco orientale (Wismar, n. 1940 - Wismar, † 1989)